# Ballantrae Parish Church

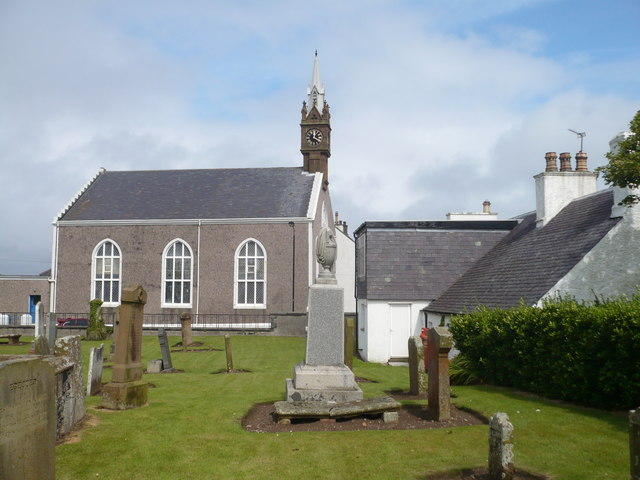
Ballantrae Parish Church

Die Ballantrae Parish Church ist ein Kirchengebäude der presbyterianischen Church of Scotland in der schottischen Ortschaft Ballantrae in der Council Area South Ayrshire. 1971 wurde das Bauwerk in die schottischen Denkmallisten in der
Denkmalkategorie B aufgenommen. Die aus dem Jahre 1819 stammende Kirche liegt an der Main Street (A77) am Südrand der Ortschaft. Die Kirche ist noch als solche in Verwendung. Auf dem zugehörigen Friedhof befindet sich außerdem mit einem Mausoleum der letzte Überrest einer Vorgängerkirche. Das Mausoleum wurde 1971 als Denkmal der höchsten Kategorie A eingestuft. Bis 2016 war es zusätzlich als Scheduled Monument klassifiziert.

## Mausoleum

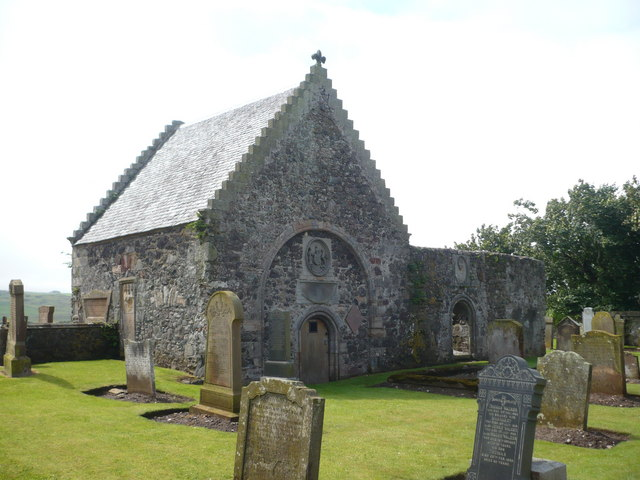
Kennedy Mausoleum und Überreste der alten Pfarrkirche

Das auch als Kennedy Monument bezeichnete Gebäude stammt aus dem Jahre 1605. Es wurde ursprünglich als private Kapelle von Mitgliedern des Clans Kennedy errichtet. Eine Pfarrkirche wurde im Jahre 1617 daneben errichtet und die Kapelle an das neue Gebäude angeschlossen. Mit dem Bau der neuen Pfarrkirche rund 200 Jahre später wurde die alte Kirche niedergerissen und das Steinmaterial zum Bau wiederverwendet. Einzig das Mausoleum mit einem kurzen Abschnitt der ehemaligen Kirchenfassade blieben übrig. Rund 50 m südlich der Gemeindekirche gelegen, besitzt das Kennedy Monument einen länglichen Grundriss von 6,4 m Länge und 5,5 m Breite.